# 花輪英司
花輪英司（日语：／ Hanawa Eiji，1974年7月6日—）是日本的男性聲優。山梨縣出身。隸屬Kenyu Office事務所。

## 生平
- 畢業於勝田声優学院12期及映像技術學院2期的學生，曾隸屬東京俳優生活協同組合、RME事務所。
- 主要從事海外電視劇電影及遊戲的配音工作，聲演成熟男性的機會比較多。

## 配音作品

### 電視動畫
1999年
- 魔術士歐菲 Revenge（里德、村民A）

2000年
- 蠟筆小新（警察）
- 櫻花大戰TV（士兵）
- The Big O
- 週刊Storyland（不良）
- 麵包超人（モオさん〈3代目〉）
- 怪物農場 ～傳說中之道～（播音員）

2001年
- 蠟筆小新（年輕人A）
- 週刊Storyland（年輕人C）

2002年
- 花田少年史（男達）

2003年
- 銃墓（加里、斯科蒂、其他）
- 最遊記RELOAD（魏鴻）
- 魔獸戰線 THE APOCALYPSE

2004年
- 天上天下（田上、保鏢）
- 鐵人28號（十字結社A、同僚B）
- 爆裂天使（飛行員）
- 遙遠時空中-八葉抄-（貴族）
- 奇幻兒童（杜瑪[1]／戴米恩）
- 危險代理人（蝶野、淺野）
- MONSTER（赫伯特、雙子的父親、康斯坦丁、彼得、工作人員、男、記者B、被災者A、主持人、司機、其他）

2005年
- 嬉皮笑園（早乙女老師、外國人）

2006年
- 韋駄天翔（黑田助手）
- 牙 -KIBA-（諾曼、警察A）
- 金色琴弦〜primo passo〜（岸本正三郎、司機）
- CLUSTER EDGE（白僧兵）
- 火影忍者（轟）
- 王牌酒保（織田正博）
- 工作狂人（山城新二）

2007年
- 王牌投手振臂高揮（河合和己）
- 怪物王女（村山）
- 新機械巨神（主持人）
- 麵包超人（おりがみまん〈5代目〉、氷鬼〈2代目〉）
- 死亡筆記本（三堂芯吾）
- 遙遠時空3 紅之月（平經正）
- 藍龍（主教）
- 農大菌物語（廣播）
- 完美小姐進化論（年輕時的須奈子的父親）
- 悲慘世界 少女珂賽特（青年）

2008年
- 狼與香辛料（智者）
- 骷髏13（保羅·多米尼克）
- 西洋骨董洋菓子店～Antique～（小早川千影、裁判）
- 二十面相少女（本田）
- 野良耳（父親）
- 魍魎之匣（藤教篤）

2009年
- 獸之奏者 艾琳（舒南）
- 蒼天航路（伏德）
- はっけん たいけん だいすき!しまじろう（拉特曼）

2010年
- 王牌投手振臂高揮 〜夏季大會篇〜（河合和己）
- しまじろう ヘソカ（拉特曼）
- 閃光的夜襲（丸嶋禮二）
- 遙遠時空3 永無止境的命運（平經正）

2011年
- 賭博默示錄 破戒錄篇（石川）
- 光之美少女：美樂天使（健吾）

2012年
- HUNTER×HUNTER（阿本加聶、加西塔）

2013年
- 海螺小姐（主人）
- 名侦探柯南（刑警）

2014年
- GUNDAM G之复国运动（邁卡曼）
- しまじろうのわお!（拉特曼）
- 天雷爭霸：復仇者聯盟（鋼鐵人）

2015年
- 創聖機械天使 LOGOS（坂本隊長）
- 干支魂（イナバーマント号）
- 那就是聲優！（Spiral Cafe音響監督）
- 魯邦三世（浦賀航）

2016年
- 排球少年！！第二季（穴原孝昭）
- ONE PIECE（西西里安）
- 新雷鳥神機隊 (維吉·崔西)

2017年
- ACCA13區監察課（波爾斯塔）
- 漫威未來 - 復仇者聯盟（日语：マーベル フューチャー・アベンジャーズ）（鋼鐵人）
- 龍珠超（吉連）
- 將國戡亂記（阿爾特多費）

2018年
- 牙狼 -VANISHING LINE-（艾德）
- BEATLESS（雪齋）
- 銀河英雄傳說 Die Neue These 邂逅（拉薩爾·羅波斯）
- 我的英雄學院 第3期（獵犬）
- DOUBLE DECKER！道格＆基里爾（威廉姆·傑斐遜）
- INGRESS THE ANIMATION（休倫警備員、休倫特殊部隊）

2019年
- 新雷鳥神機隊 第2期 (維吉·崔西)
- 名侦探柯南（志垣修平）
- 笑容的代價（索萊伊國王）
- 不吉波普不笑（飛鳥井仁的父親）
- 我的英雄學院 第4期（特田種男）

2020年
- 排球少年！！ TO THE TOP（穴原孝昭）
- Healin' Good ♥ 光之美少女（花寺健、教練）
- 啄木鳥偵探所（成田屋嘉平）

2021年
- 關於我轉生變成史萊姆這檔事 第2期（拉贊）
- 進擊的巨人 The Final Season（尼柯洛）
- 寶可夢 旅途（雁鎧）
- 新幹線戰士Z（新多希望）
- 通靈王（卡利姆）
- IDOLiSH7 Third BEAT!（監督）
- 更多！怪傑佐羅利（凱奇）
- 宿命迴響：命運節拍（扎甘）
- 名偵探柯南（小川浩）

2022年
- 機動戰士GUNDAM 水星的魔女（拉詹·扎希）
- 點滿農民相關技能後，不知為何就變強了。（瑠璃的父親）

2023年
- HIGH CARD 至高之牌（林吉·貝茨[2]）
- REVENGER（坂田秋水）
- 遊戲王GO RUSH（阿爾弗雷德）
- AI電子基因（父親）
- 獻祭公主與獸王（緹林）
- 鴨乃橋論的禁忌推理（床屋）

2024年
- 名偵探柯南（蒲原保）
- 我獨自升級（馬渕勲）
- HIGH CARD 至高之牌 season2（林吉·貝茨）
- 葬送的芙莉蓮（利希塔[3]）
- 通靈王 FLOWERS（卡利姆）
- 關於我轉生變成史萊姆這檔事 第3期（拉贊）
- 狼與辛香料 MERCHANT MEETS THE WISE WOLF（懷茲）
- 王牌酒保 神之杯（南浩一）
- 單人房、日照一般、附天使。（墨鏡男）
- 魔王軍最強的魔術師是人類（克里斯多福）
- 我的英雄學院 第7期（獵犬）

2025年
- 九龍大眾浪漫（周先生）

### 網絡動畫
2019年
- 超級七龍珠英雄（吉連）

### 遊戲
- 仁王（立花宗茂）

2017年
- 超级七龍珠英雄（吉連）
- 七龍珠 異戰2（吉連）

2019年
- 七龍珠 FighterZ（吉連）

2020年
- 七龍珠 激战传说（吉連）
- 赛博朋克2077（安德斯·赫尔曼）
- 2024年
- 黑手黨42（殺手）

### 吹替
電視/電影
| 年份 | 作品名稱                | 配演角色                | 演員            | 媒介                           |
| ---- | ----------------------- | ----------------------- | --------------- | ------------------------------ |
| 2009 | 燦爛的遺產              | 朴駿世                  | 裴秀彬          | DVD版本                        |
| 2009 | 天使的誘惑              | 安宰成                  | 裴秀彬          | DVD版本                        |
| 2007 | 大旗英雄傳              | 朱藻                    | 溫兆倫          | NECO頻道/DVD版本               |
| 2009 | 特務阿七(S3)            | Daniel Shaw             | 布蘭登·勞斯     | Super!DramaTV頻道/影碟版本     |
| 2010 | 法律與秩序:洛杉磯       | Rex Winters             | 斯基特·烏爾里奇 | Super!DramaTV頻道/東京電視台版 |
| 2011 | 格林(全季)              | Nick Burkhardt          | 大衛·君圖力     | Super!DramaTV頻道/DVD版本      |
| 2011 | 童话镇(全季)            | 白馬王子/大衛·諾蘭      | 約書亞·達拉斯   | NHK頻道/影碟版本               |
| 2011 | 職業特工隊：鬼影約章    | 威廉·布蘭特             | 謝洛美·維納     | 公映/影碟版本                  |
| 2011 | 權力遊戲(S1-S7)         | Jon Snow                | 傑·夏寧頓       | 收費頻道/影碟版本              |
| 2012 | 無敵破壞王              | 阿修                    | 傑克·麥克布萊爾 | 公映/影碟版本                  |
| 2013 | 奇皇后                  | 王裕                    | 朱鎮模          | NHK頻道/DVD版本                |
| 2013 | 魔境仙蹤                | 奧斯卡·狄格斯           | 占士·法蘭高     | 公映/影碟版本                  |
| 2013 | 神盾局特工(S1-S3)       | Grant Ward              | 布雷特·達爾頓   | Dlife/WOWOW頻道/DVD版本        |
| 2015 | 左一爸又一爸            | Dusty Mayron            | 麥克·華堡       | 影碟版本                       |
| 2015 | 玩轉腦朋友              | 比爾·安德森，韋莉的父親 | 凱爾·麥克拉克倫 | 公映/影碟版本                  |
| 2015 | 職業特工隊：叛逆帝國    | 威廉·布蘭特             | 謝洛美·維納     | 公映/影碟版本                  |
| 2015 | True Detective(S2)      | Raymond“Ray”Velcoro     | 哥連·費路       | 收費頻道/影碟版本              |
| 2016 | 華爾街綁架直擊          | 凱爾·比德韋爾           | 傑克·歐康納     | 影碟版本                       |
| 2016 | 地獄解碼                | 貝特朗·佐布里斯特       | 賓·科士打       | 影碟版本                       |
| 2017 | Taboo                   | James Keziah Delaney    | 湯·赫迪         | 收費頻道/影碟版本              |
| 2017 | 火藥陰謀                | 勞勃·蓋茨比             | 傑·夏寧頓       | 收費頻道                       |
| 2018 | 內政保鑣                | 大衛·巴德               | 理查德·麥登     | Netflix頻道                    |
| 2018 | VENOM                   | Riot暴亂/卡爾頓·德瑞克  | 里茲·阿邁德     | 公映版本                       |
| 2018 | 無敵破壞王2：網路大暴走 | 阿修                    | 傑克·麥克布萊爾 | 公映/影碟版本                  |

## 出處
1. ↑  . 日本アニメーション.   [2016-05-17]. （原始内容存档于2017-06-06）.
2. ↑  . Comic Natalie. 2022-12-26  [2022-12-26]. （原始内容存档于2023-01-28） （日语）.
3. ↑  . Comic Natalie. 2023-12-23  [2023-12-23]. （原始内容存档于2023-12-26） （日语）.

## 外部連結
- 事務所公開簡歷（日語）